# Язвище (Ленінградська область)
Язвище (рос. Язвище) — присілок у Волосовському районі Ленінградської області Російської Федерації.
Населення становить 2 особи. Належить до муніципального утворення Сабське сільське поселення.

## Історія
Від 1 серпня 1927 року належить до Ленінградської області.

## Населення
| 1838 | 1862 | 1997 | 2007 | 2010 | 2014 | 2017 |
| ---- | ---- | ---- | ---- | ---- | ---- | ---- |
| 280  | ↗331 | ↘2   | ↗7   | ↘6   | ↘2   | →2   |